# Jean Speegle Howard
Jean Frances Speegle Howard (31 de janeiro de 1927 – 2 de Setembro, de 2000) foi uma atriz americana. Ela trabalhou principalmente na televisão, Howard atuou em mais de 30 séries e televisão, a maioria sitcoms, como Married... With Children (1994–1996), e participações especiais em séries como Grace Under Fire (1993) e Buffy the Vampire Slayer (1997), começando em 1975 (a maioria durante os anos 80 e 90) até sua morte. Mãe do cineasta/ator Ron Howard e do ator Clint Howard. 